# Prasinocyma albicosta
Prasinocyma albicosta är en fjärilsart som beskrevs av Walker 1861. Prasinocyma albicosta ingår i släktet Prasinocyma och familjen mätare. Inga underarter finns listade i Catalogue of Life.